# Булавобрюх заметный

Булавобрюх заметный (Cordulegaster insignis) — вид стрекоз семейства Cordulegastridae.

## Описание
Крупная стрекоза с чёрно-жёлтой окраской. Яйцеклад самок очень длинный. Яйца откладываются на лету в грунт, на небольшую глубину водоёмов и без сопровождения самца. Личинки обитают в проточных водоёмах. У личинок на дистальном конце боковой лопасти маски расположение зубцов неправильное, без упорядочения в группы. Подвижный крючок выдается несколько сильнее, чем зубцы.

## Ареал
Средиземноморский регион, Балканы, Закавказье, горы Средней Азии, Передняя Азия.
На территории Казахстана представлен подвидом Cordulegaster insignis coronatus (некоторые авторы рассматривают его как самостоятельный вид). На равнинах не встречается, в горах поднимается на высоты до 2700 м н.у.м.

## Подвиды
- C. i. coronata
- C. i. insignis
- C. i. lagodechica
- C. i. mzymtae
- C. i. nobilis

## Биология
Личинки обитают в проточных водоёмах, включая горные ручьи и речки. Развитие длится 2-3 года. Время лёта стрекоз длится с начала июня до конца августа.

## Охрана
Численность сокращается в связи с загрязнением водоёмов. Занесен в Красную книгу Казахстана («редкий вид»). Охраняется в заповеднике Аксу-Джабаглы.